# Jeffree Star
Jeffree Star (ur. 15 listopada 1985 w Orange County jako Jeffree Lynn Steininger) – amerykański youtuber, charakteryzator, projektant mody, model oraz były piosenkarz. Posiada również własną markę kosmetyków Jeffree Star Cosmetics.

## Życiorys
Jego ojciec popełnił samobójstwo, gdy Jeffree miał 6 lat. Został wychowany wyłącznie przez swoją matkę, modelkę. Gdy był dzieckiem, regularnie eksperymentował z makijażem kosmetykami swojej mamy.
Mieszkał w Hidden Hills w Kalifornii razem ze swoim partnerem, Nathanem Schwandt. W styczniu 2020 roku para rozstała się po 5 latach związku.

## Kariera muzyczna
Jeffree Star był wykonawcą utworów electro oraz pop. Najsłynniejsze piosenki to: Plastic Surgery Slumber Party, Ice Cream, Beauty Killer, Get Away With Murder, Lollipop Luxury oraz Prom Night. W 2009 roku wydał swój pierwszy album Beauty Killer, do którego powstały 2 teledyski, Beauty Killer oraz Get Away With Murder cieszące się dużą popularnością na portalach YouTube, Myspace oraz w internetowym sklepie iTunes. W listopadzie 2010 roku podpisał kontrakt płytowy z Konvict Muzik wydając pierwszy singiel I'm In Love (With A Killer), który jest zapowiedzią do nowego albumu.

## Kariera na Youtube
W marcu 2020 jego kanał obserwowało ponad 17,7 mln widzów. Według Forbesa w 2018 roku Star zarobił 18 milionów dolarów na samym kanale na YouTube. To wystarczyło, aby stał się piątą najlepiej opłacaną gwiazdą YouTube.

## Dyskografia
- 2009: Beauty Killer

EPs
- 2007: Plastic Surgery Slumber Party
- 2008: Cupcakes Taste Like Violence